# 渠務署

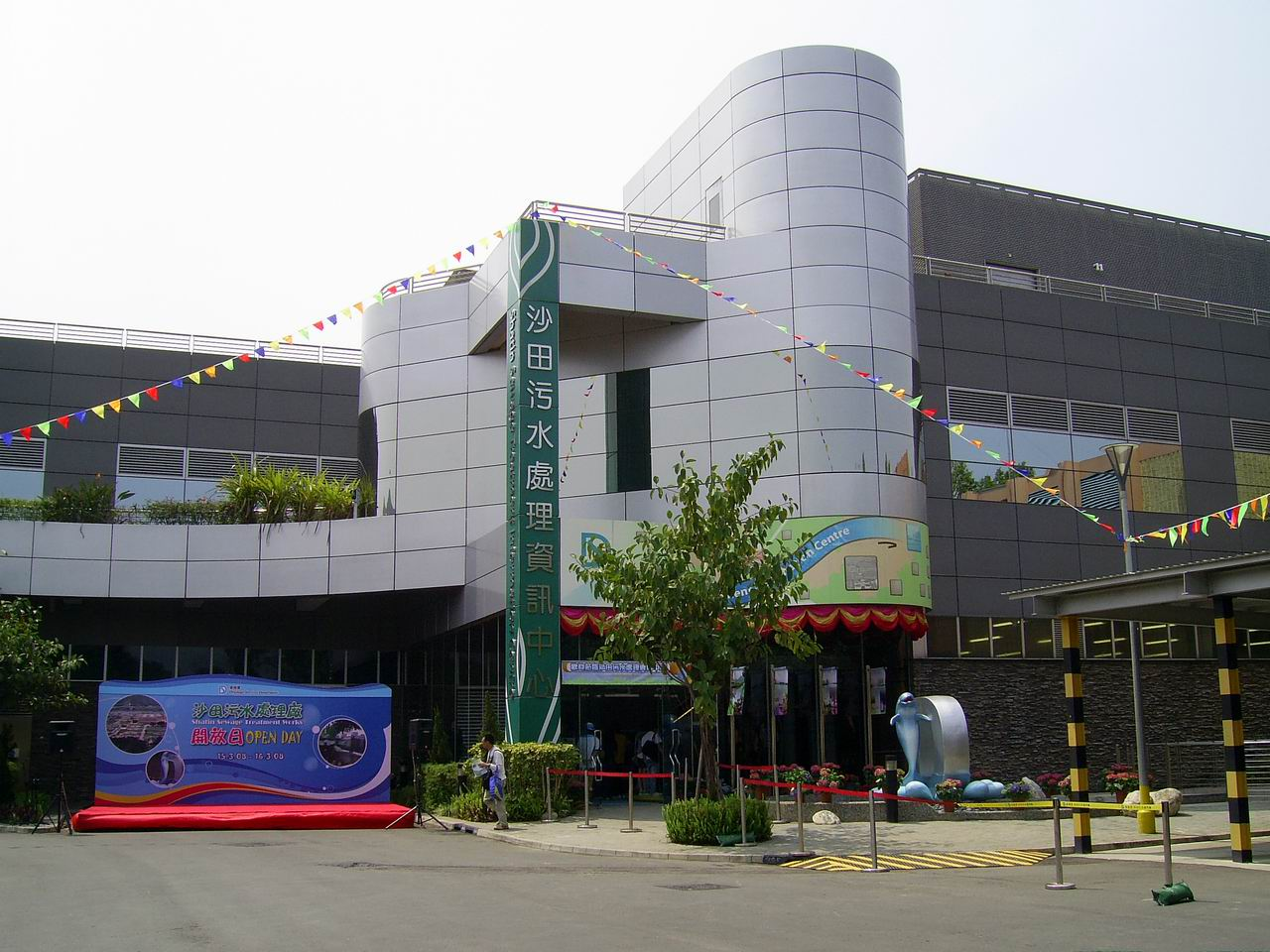
沙田污水處理資訊中心

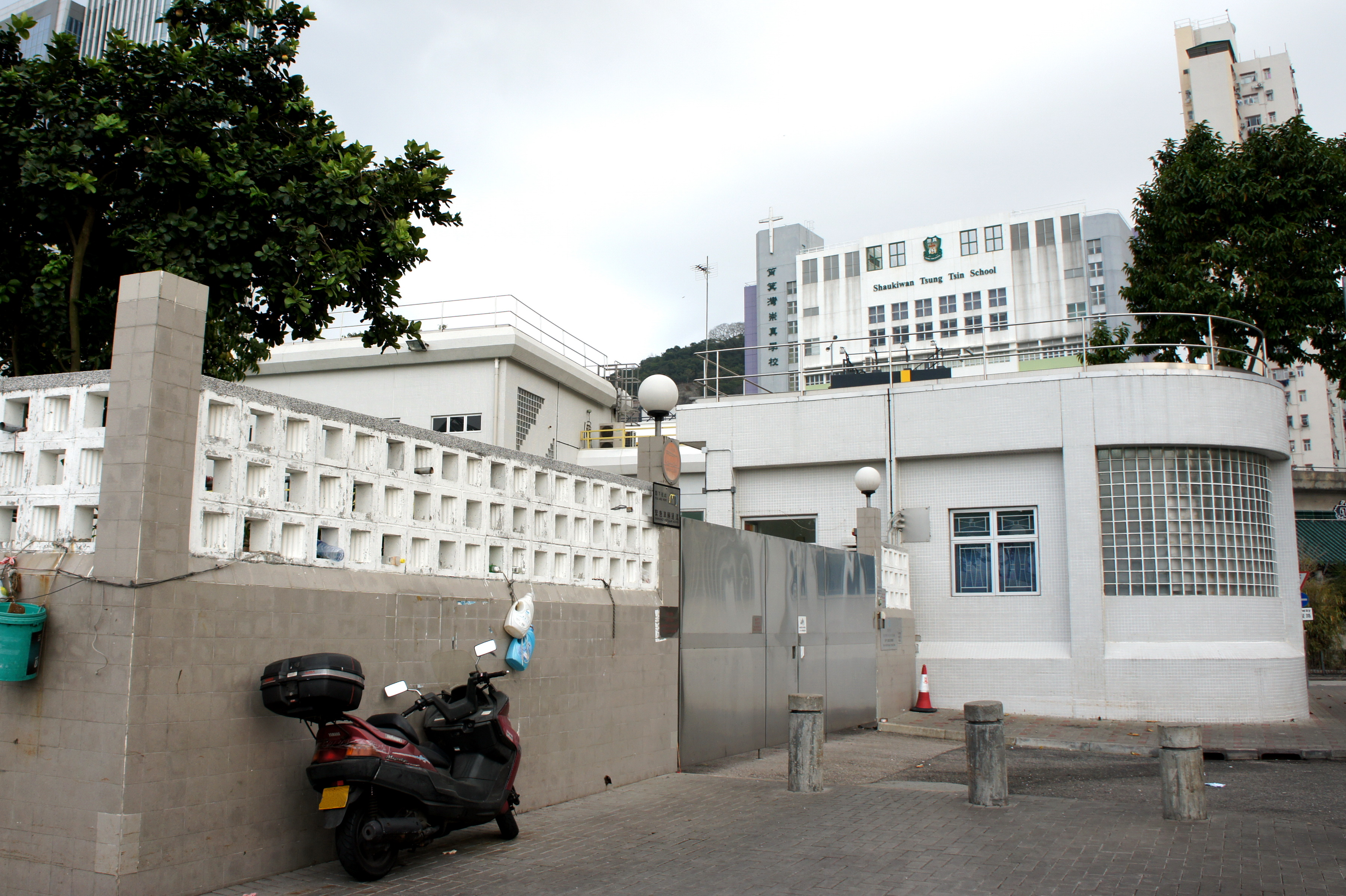
筲箕灣基本污水處理廠

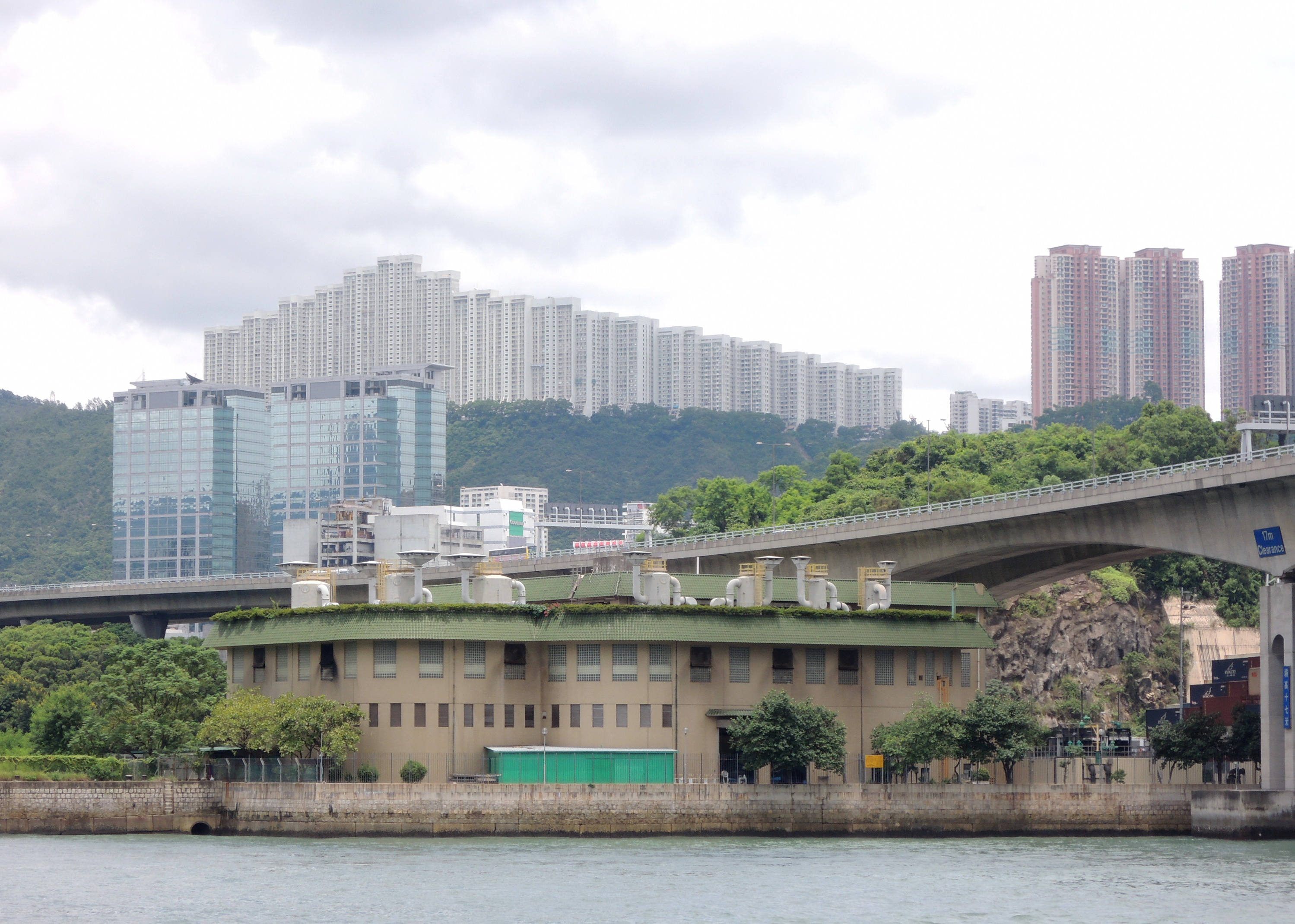
葵涌基本污水處理廠

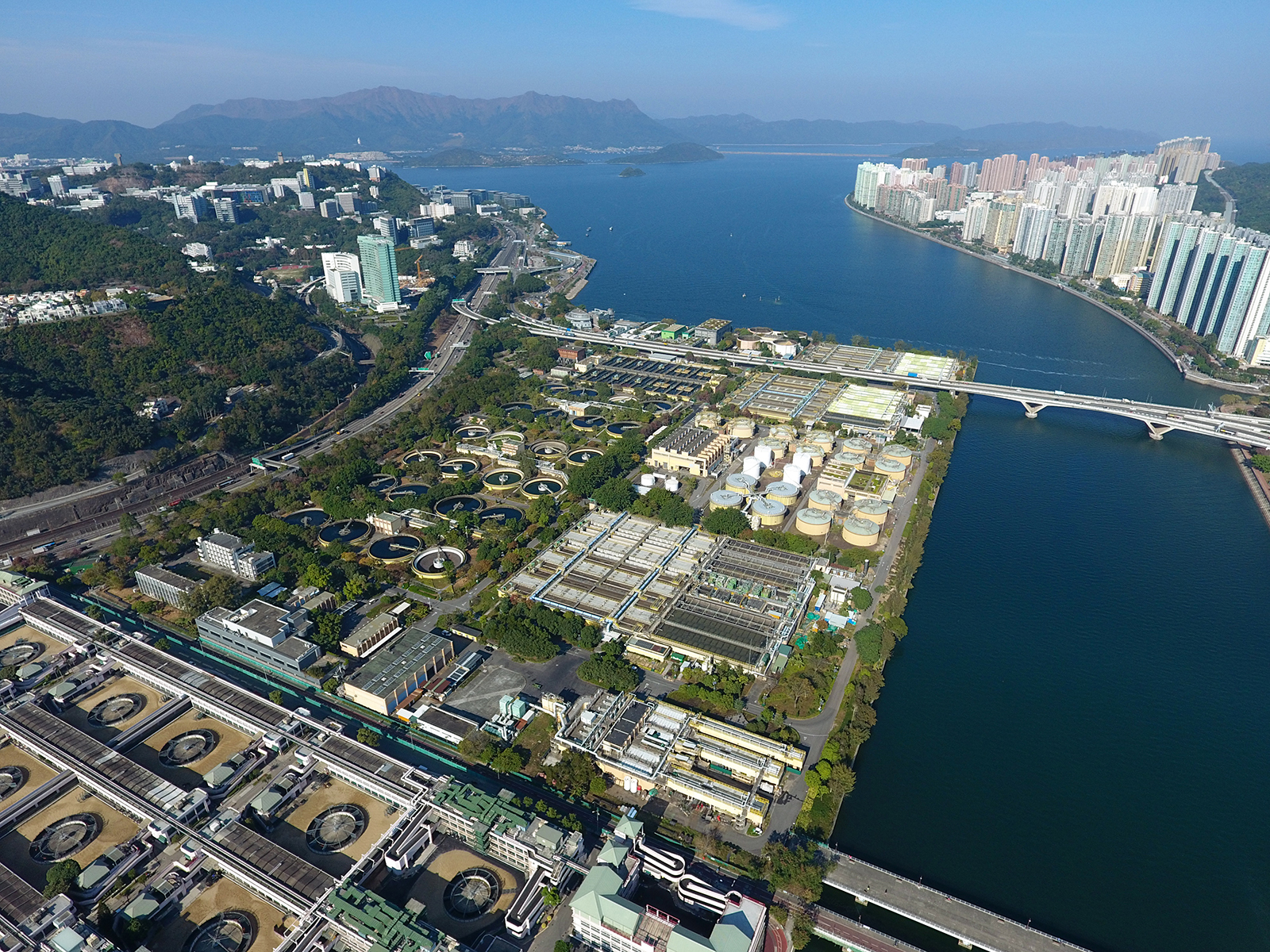
沙田污水處理廠是香港目前最大規模的二級污水處理廠

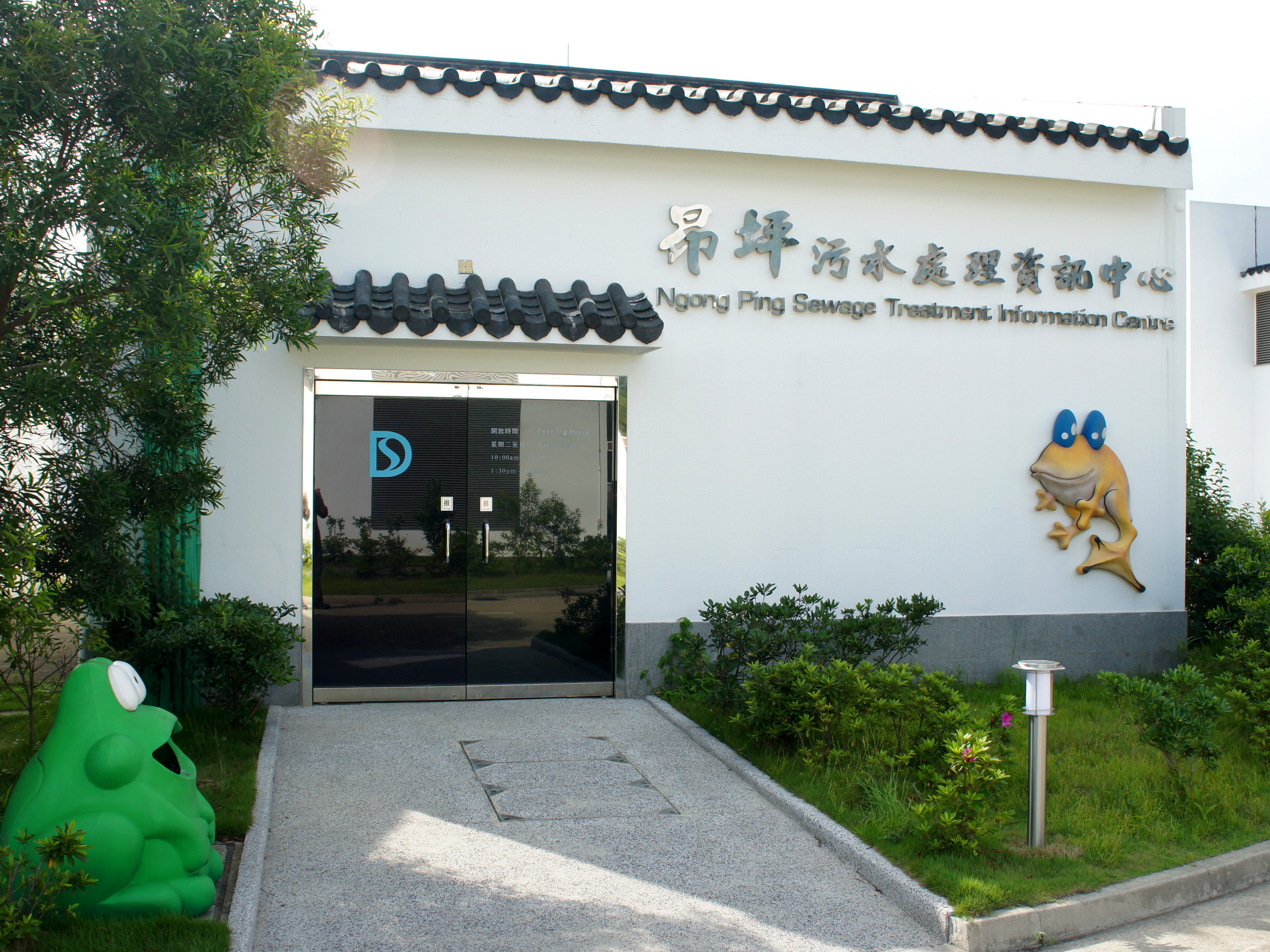
昂坪污水處理廠内的資訊中心

渠務署（英語：Drainage Services Department）是香港特別行政區政府發展局屬下的部門，原隸屬環境運輸及工務局，2007年7月1日決策局重組後劃入新成立的發展局，專責香港的防洪及污水處理，並負責相關的渠務工程和管理污水處理廠。現任渠務署署長是莫永昌，副署長是李康年。

## 歷史
渠務署的前身，是於1890年成立的渠務辦事處，當時隸屬於香港政府的工務司署。1964年，渠務辦事處與負責路政管理的馬路部合併為馬路渠務部。1969年，當時的馬路渠務部分拆成負責全港排水管理的渠務部和負責路政管理的馬路部（即現時的路政署），為當時的工務司署土木工程科屬下的部門。
1989年9月1日，當時負責渠務的渠務部正式改組為現時渠務署，成為布政司署下屬工務科的一個政府職能管理部門。1997年7月1日，工務科改稱工務局，渠務署亦改屬於工務局。2002年7月1日，問責制正式實施，渠務署成為當時新的決策局環境運輸及工務局屬下的部門。2007年7月1日，改為隸屬於發展局。

## 抱負和使命
抱負
- 提供世界級的污水和雨水處理排放服務，以促進香港的可持續發展

使命
- 以具經濟效益和合乎環保的方式改善服務
- 致力關懷員工，營造安全、和諧及身心健康的工作環境，培育員工的發展和創新思維
- 強化與社區、業界和各地相關機構的關係
- 以改善渠溝、污水等促進各系統的發展

信念
- 以客為本
- 優質服務
- 勇於承擔
- 群策群力
- 渠通八逹
- 有渠側靈

## 架構及業務
渠務署共有四個分科，包括污水處理服務科、操作維修科、設計拓展科及機電工程科，各分科共下設16個分部。此外，總部亦下設部門行政部、財務及物料供應部，以及技術支援部三個分部，以支援部門整體的行政及其他日常運作。
渠務署設有緊急事故及暴風雨應變組織，負責處理緊急事故、嚴重水浸等。當天文台發出暴雨警告信號、熱帶氣旋警告信號等時，緊急事故控制中心就會即時開始運作，處理全港各區的水浸事件。緊急事故控制中心可調動約180隊的緊急應變隊伍及超過30個位於全港各區的應急運作基地，盡快清理淤塞渠道及處理水浸。

## 歷任首長
- 吳詒蔭
- 郭禮莊（1996年8月—2002年6月8日）
- 張達烱（2002年6月9日—2005年10月1日）
- 黃志強（2005年10月2日—2008年3月9日）
- 劉家強（2008年3月10日—2010年9月2日）
- 陳志超（2010年9月3日—2014年2月2日）
- 鍾錦華（2014年2月3日—2015年5月10日）
- 唐嘉鴻（2015年6月1日-2019年2月23日)
- 盧國華（2019年2月24日-2020年11月3日）
- 彭雅妮（2020年11月4日至-2023年9月1日）
- 徐仕基（署任）（2023年9月2日至2023年11月30日）
- 莫永昌（2023年12月1日至今）

## 歷任副署長
- 麥理思
- 高泳漢
- 徐偉
- 彭偉成
- 麥嘉為
- 徐仕基
- 李康年

## 防洪策略工程

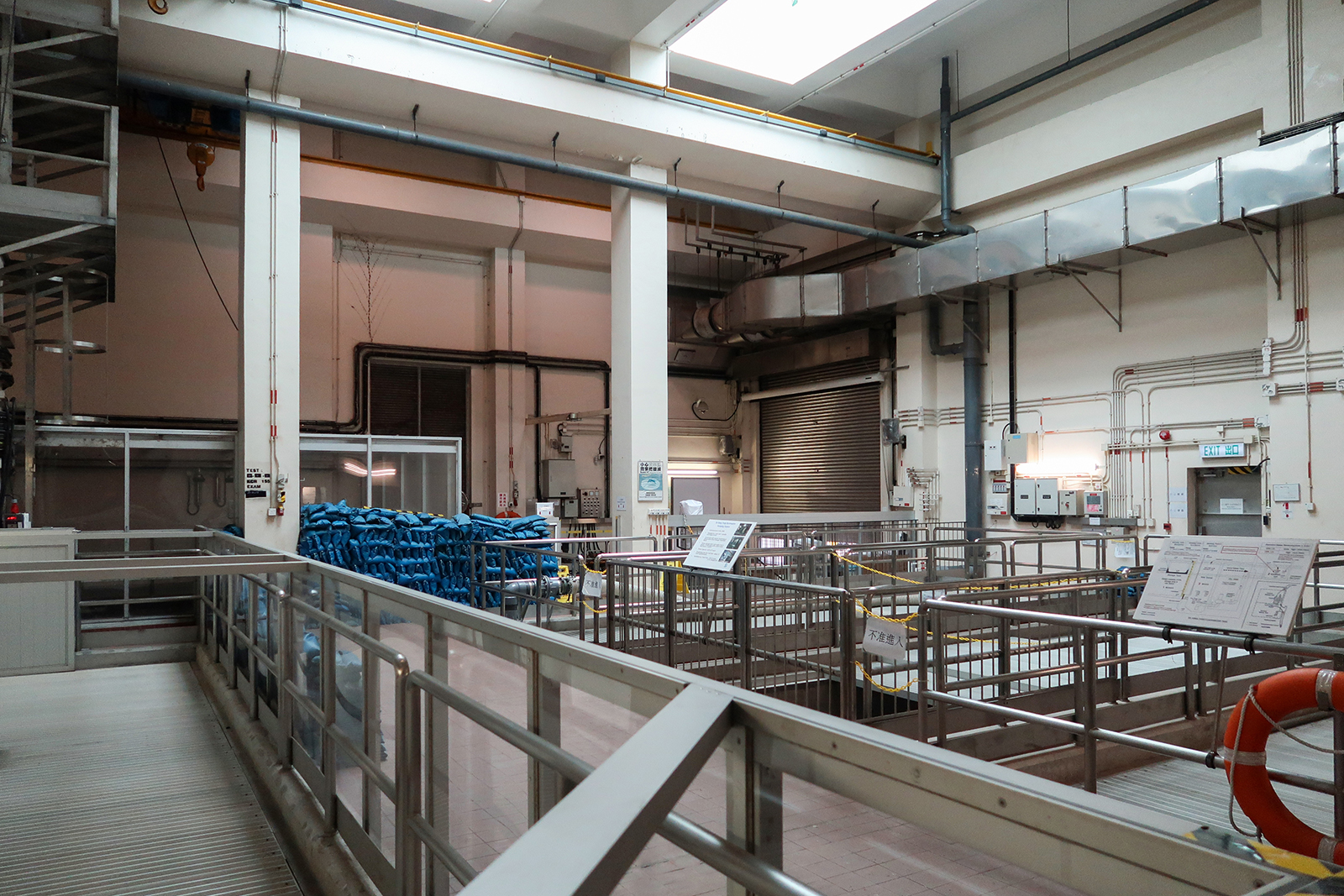
大坑東蓄洪池雨水泵房

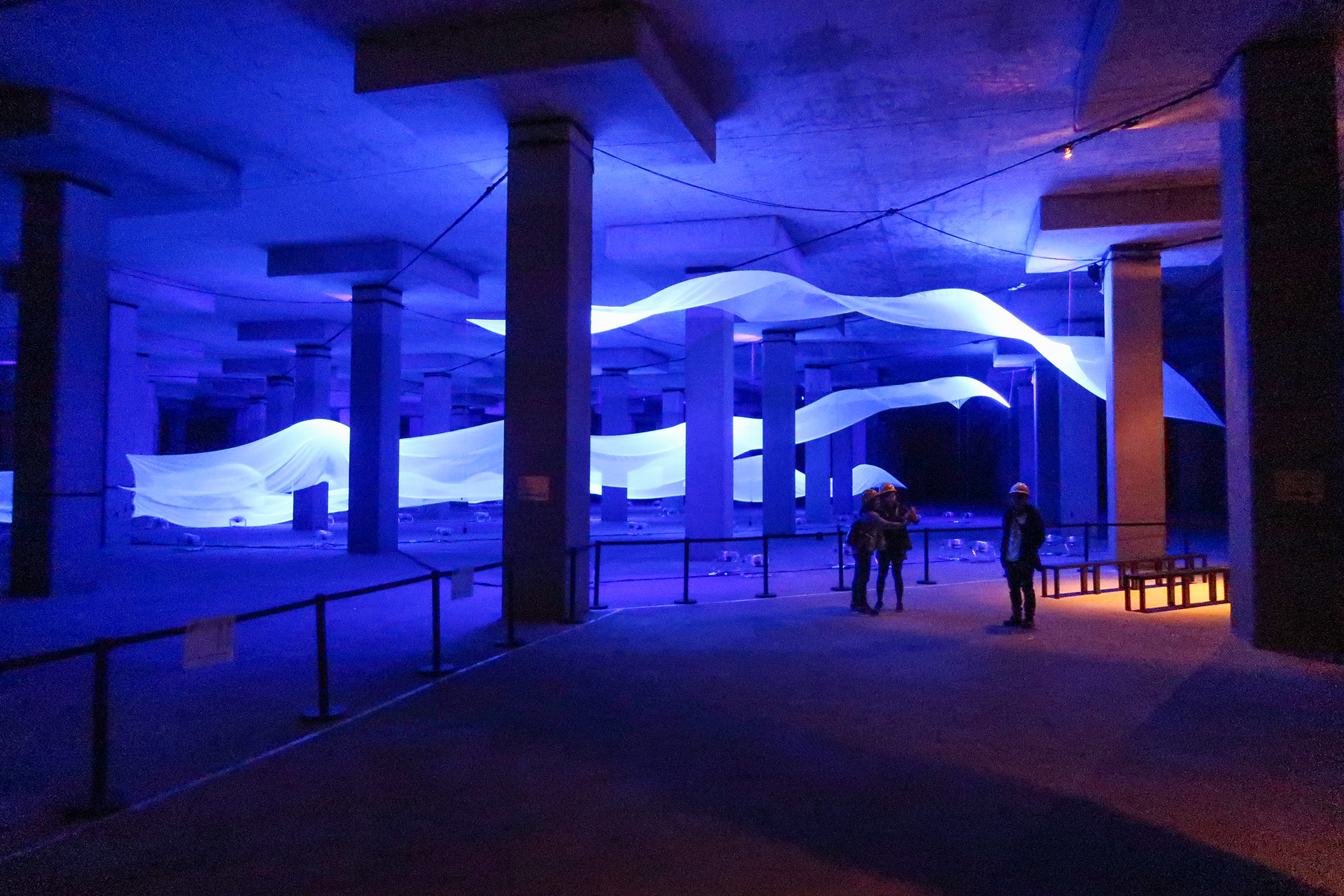
本地藝術家伍韶勁於2018年1月在大坑東蓄洪池內舉行藝術展覽《大禹之後》

在1997年和1998年間，旺角曾發生多次嚴重水浸，政府因此開展大坑東蓄洪計劃。工程於2001年12月動工，2004年9月完工。蓄洪池位於大坑東遊樂場的欖球場和足球場的地底，整體面積長136米、闊130米和深9.5米，總容量為10萬立方米，設計可抵禦50年一遇的暴雨，即每小時超過100毫米降雨量。
其後在2009年啟用，斥資2億港元興建的上環雨水泵房設9000立方米的地下蓄洪池，解決過往上環出現嚴重水浸的情況。
政府為紓緩灣仔、跑馬地和銅鑼灣一帶的水浸問題。自2011年9月起，耗資共10.7億元在跑馬地遊樂場建跑馬地蓄洪池，總容量為6萬立方米，於2017年3月全面啟用。該蓄洪池採用自動化監察系統，而且收集到的雨水亦能再用，每年可提供22萬立方米重用水。
現時香港有3條雨水排放隧道，包括港島西雨水排放隧道、荔枝角雨水排放隧道和荃灣雨水排放隧道，它們都建於半山上，作用就是減少山上的雨水湧到山腳下的發展區，減輕該區排水道的負荷。

## 污水處理設施

### 隔篩廠（基本污水處理廠）
以隔篩及沉砂除去污水中直徑超過6毫米的固體廢物及砂礫
九龍
- 西北九龍基本污水處理廠
- 土瓜灣基本污水處理廠
- 觀塘基本污水處理廠
- 深水埗一期污水隔篩廠
- 深水埗二期污水隔篩廠
- 長沙灣基本污水處理廠

港島區
- 中環基本污水處理廠
- 灣仔西基本污水處理廠（已拆卸）
- 灣仔東基本污水處理廠
- 北角基本污水處理廠
- 香港仔基本污水處理廠
- 鴨脷洲基本污水處理廠
- 華富基本污水處理廠
- 沙灣基本污水處理廠
- 石澳基本污水處理廠
- 柴灣基本污水處理廠
- 筲箕灣基本污水處理廠

新界區
- 將軍澳基本污水處理廠
- 葵涌基本污水處理廠
- 青衣基本污水處理廠
- 望后石基本污水處理廠
- 新圍基本污水處理廠

### 一級污水處理廠
基本處理後，以沉澱減少懸浮固體。一般可減少污水中懸浮固體約70%及生化需氧量約30%。
- 長洲污水處理廠
- 大澳隠化池

### 化學強化一級污水處理廠
基本處理後，一級處理中利用化學品進一步減少懸浮固體及生化需氧量。這項程序可減少污水中懸浮固體及生化需氧量達60至80%。
- 昂船洲污水處理廠－設計每日流量：1725千立方米每日
- 小蠔灣污水處理廠－設計每日流量：180千立方米每日
- 數碼港污水處理廠
- 深井污水處理廠
- 屯門望后石污水處理廠

### 小型二級污水處理廠
基本及一級處理後，以微生物減少有機污染物。經處理的污水符合30mg/L懸浮固體及20mg/L生化需氧量的排放標準。
港島區
- 哥連臣角懲教所污水處理廠

離島區
- 梅窩污水處理廠
- 麻埔坪污水處理廠
- 沙咀勞教中心污水處理廠
- 石壁生物轉盤廠
- 芝麻灣懲教署污水處理廠
- 芝新懲教署污水處理廠
- 喜靈洲勵固戒毒所污水處理廠
- 喜靈洲勵新懲教所污水處理廠
- 喜靈洲氧化溝廠
- 喜靈洲生物轉盤廠
- 坪洲污水處理廠
- 洪聖爺泳灘污水處理廠

新界北區
- 沙頭角污水處理廠
- 文錦渡管制站污水處理廠
- 文錦渡食品管制站污水處理廠
- 羅湖懲教所污水處理廠
- 羅湖警區總部污水處理廠
- 古洞街市污水處理廠
- 落馬洲管制站污水處理廠
- 落馬洲警察行動基地污水處理廠

元朗區
- 錦田街市污水處理廠

屯門區
- 小欖醫院污水處理廠
- 小欖精神病治療中心污水處理廠
- 大欖涌水警基地污水處理廠
- 大欖懲教所污水處理廠

大埔區
- 船灣預先污水處理廠

西貢區
- 清水灣二灘污水處理廠
- 碧翠山污水處理廠
- 壁屋員工宿舍污水處理廠
- 壁屋監獄污水處理廠
- 壁屋懲教所污水處理廠

### 大型二級污水處理廠
- 沙田污水處理廠－設計每日流量：236千立方米
- 大埔污水處理廠－設計每日流量：88千立方米每日
- 石湖墟污水處理廠－設計每日流量：80千立方米每日
- 元朗污水處理廠－設計每日流量：70千立方米每日。2013年，渠務署在元朗污水處理廠安裝香港首部微型渦輪發電機（利用燃料將空氣加壓及產生氣流推動，成本約320萬港元），將沼氣轉化成為電能，於同年7月中投入運作。元朗污水處理廠每年大約生產146,000立方米的沼氣，當中60%透過發電機產生電能，其餘40%提供予燃氣式熱水爐使用。預計微型渦輪發電機每年可以產生逾10千瓦的電力，等如12個4人家庭1年的耗電量，每年可以節省約10萬港元的電費，同時減少逾83公噸二氧化碳的排放量[5]。
- 赤柱污水處理廠－香港首個建於岩洞內的污水處理廠。設計每日流量：11.6千立方米每日
- 西貢污水處理廠－設計每日流量：8千立方米每日

### 三級污水處理廠
基本、一級及二級處理後，以過濾、消毒及加氯去除污水中的營養物和餘下的懸浮固體，污水處理後便成為清徹及安全無味的循環再用水，亦稱為「再造水」。
- 昂坪污水處理廠－設計每日流量：3千立方米每日



### 車輛

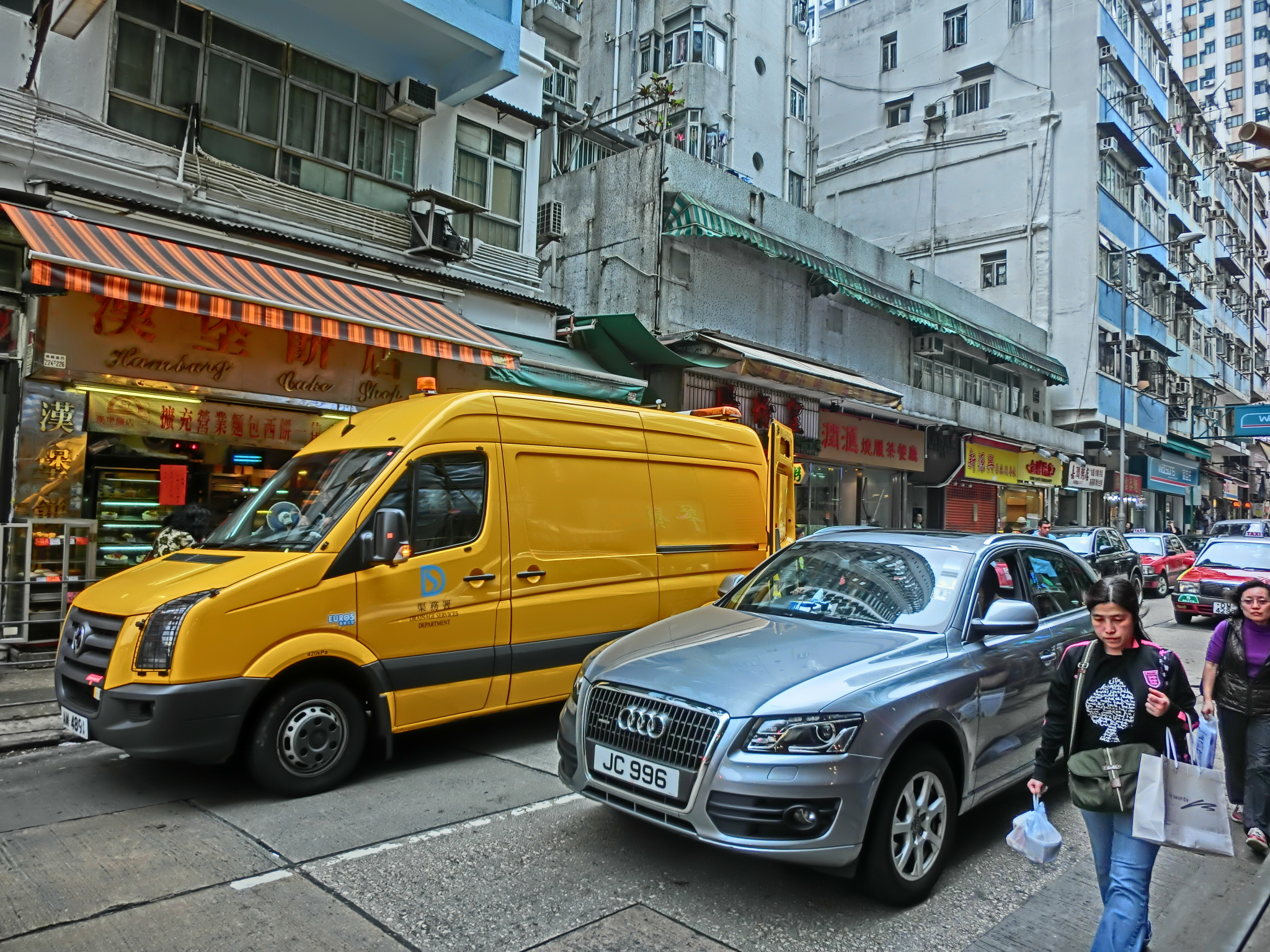
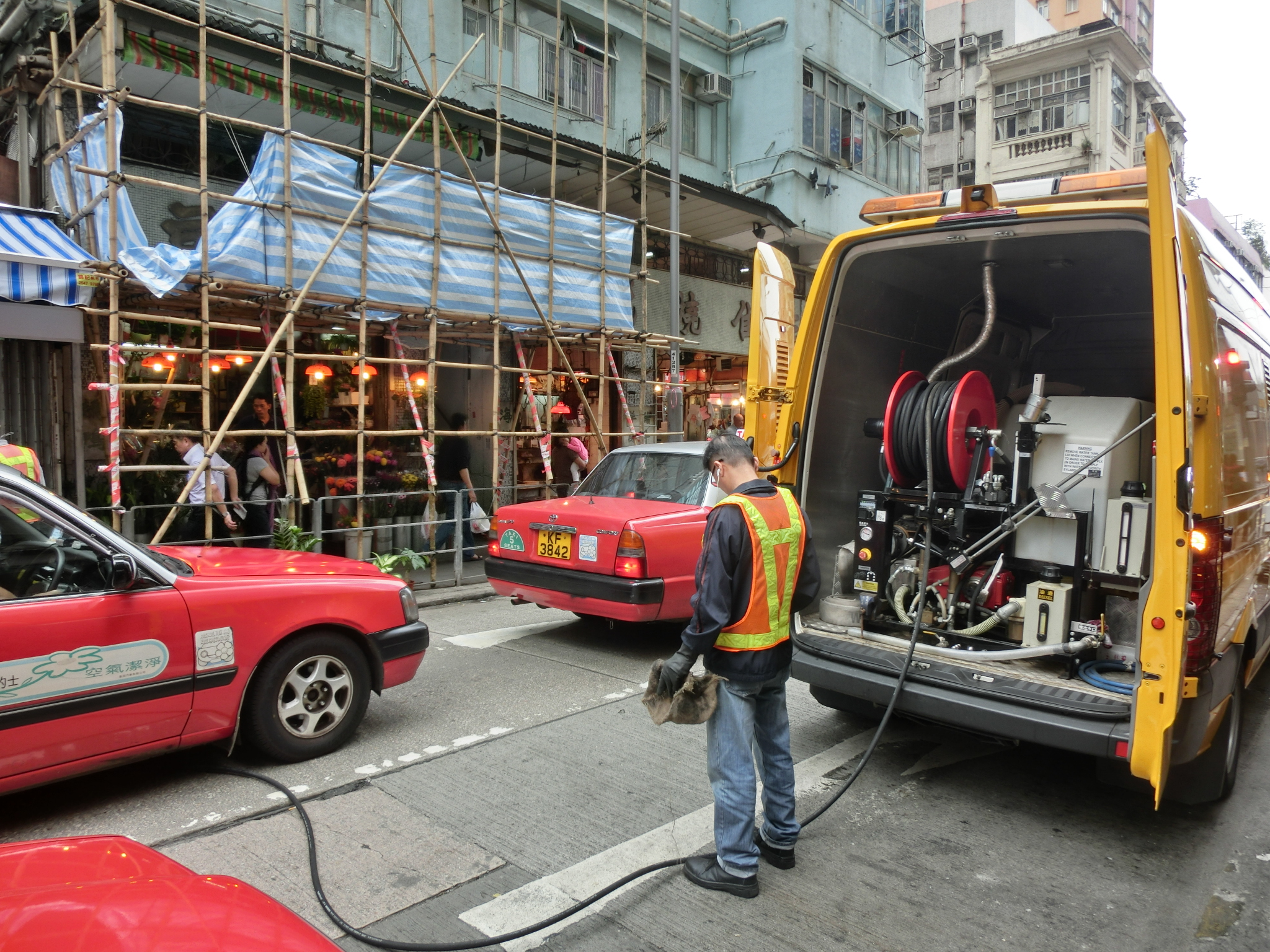
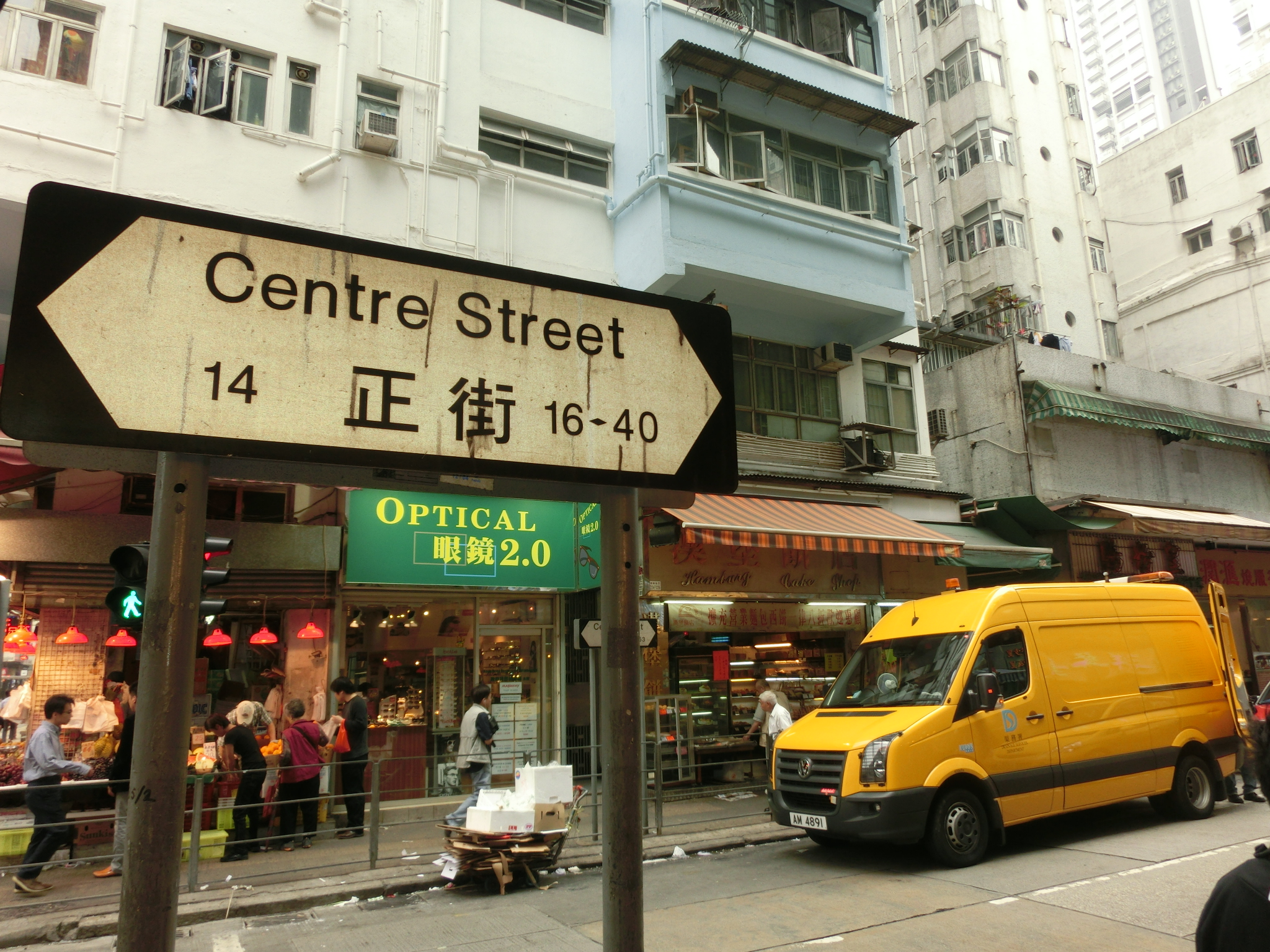
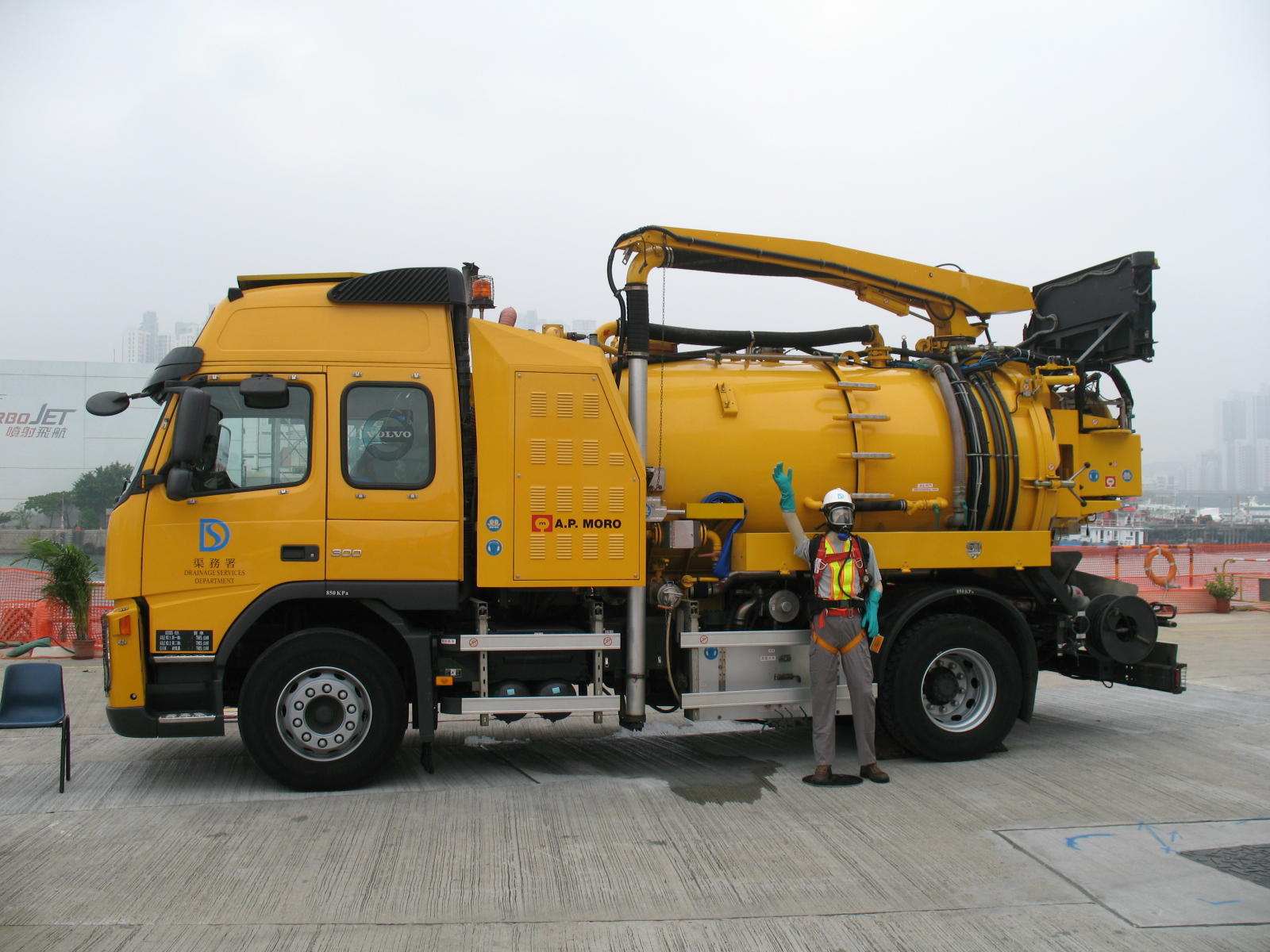

## 其他設備

### 排水機械人及水泵
為處理水浸，渠務署的緊急應變隊伍擁有手提水泵，每小時排水量約有數十立方米。此外，渠務署亦擁有3部每小時排水量達800立方米的「龍吸水機械人」，及可水陸兩用，每小時最高排水量達700立方米的「小禹一號」機械人，及每小時最高排水量為500立方米的「小禹二號」及「小禹三號」機械人。

### 部門船隊
淨化海港計劃第二期甲項目建造兩首污泥貨櫃船，用作盛載淨化污水過後的殘留污泥，名為「淨港一號」和「淨港二號」，屬本港首次採用「柴油─電力推進」環保貨櫃船，泊岸卸載污泥貨櫃期間，船隻將從岸邊取電，不須燃燒柴油。
主要任務為由昂船洲污水處理廠運送淨化污水過程所沉澱出的污泥，運往屯門T·PARK 源·區進行焚化。

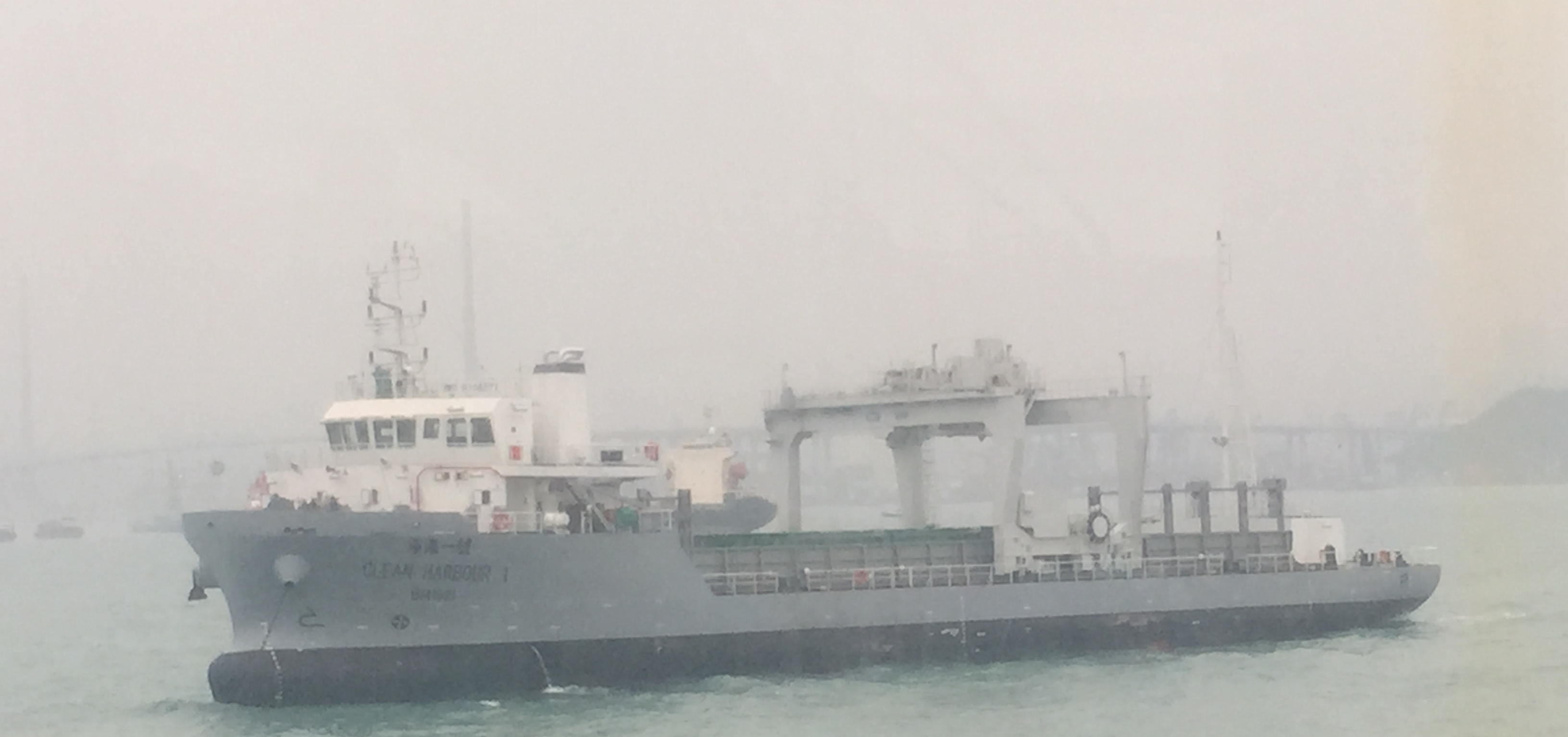
淨港一號

#### 淨港一號（Clean Harbour 1）[11]
- 類別:貨櫃船
- 海上移動服務識別號:477995437
- 國際海事組織編號:9708277
- 正式編號:HK-4292
- 呼號:VROH7
- 淨噸位:657噸
- 總噸位:1971噸
- 服役:2015年3月5日

設有「龍門式」起重機，能將污泥貨櫃從貨車直接吊運到船上，每小時更可吊運10個污泥貨櫃。上限可載90個污泥貨櫃，共1200噸污泥。

#### 淨港二號（Clean Harbour 2）[11]
- 類別:貨櫃船
- 海上移動服務識別號:477995441
- 國際海事組織編號:9708289
- 正式編號:HK-4305
- 呼號:VROJ4
- 淨噸位:657噸
- 總噸位:1971噸
- 服役:2015年3月5日

設有「龍門式」起重機，能將污泥貨櫃從貨車直接吊運到船上，每小時更可吊運10個污泥貨櫃。上限可載90個污泥貨櫃，共1200噸污泥。

## 統計
香港公共渠務管道總共8,000公里。

## 外部連結
- 香港特別行政區政府 渠務署 （页面存档备份，存于）